# Borungaboodie hatcheri
Borungaboodie hatcheri — вид сумчастих ссавців родини Поторові (Potoroidae) ряду Кускусоподібні (Diprotodontia). Скам'янілі рештки виду знайдені на південному заході  Австралії. Вид існував у плейстоцені. Описаний по правій нижній щелепі (голотип WAM 97.5.1). Відрізняється від інших представників родини декількома унікальними морфологічними особливостями щелепи і зубів. Будова зубів показала, що вид мав більші розміри ніж сучасні види та живився грубою рослинною їжею.